# إنجيل النساء المقدس
كتاب النساء المقدس هو كتاب واقعي مكون من جزئين تمت كتابته بواسطة (اليزابيث كادي ستانتون) ومجموعة من 26 امرأة، و تم نشر الكتاب عام 1895 وعام 1898 للمكانة التقليدية للمرأة في المسيحية الأرثوذكسية حيث تكون المرأة تابعة للرجل. 

## مقدمه
تمنت (ستانتون)عبر تقديم الكتاب أن تطور علم لاهوتي راديكالي متحرر، والذي يمكن أن يتطور بذاته. و قد جذب الكتاب الكثير من الجدل و العدواة عند تقديمه.
الكثير من نشطاء الحركة النسائية الذين عملوا مع (ستانتون) عارضوا نشر كتاب إنجيل النساء؛ لرؤيتهم انه سيضر حركة الاقتراع النسائية. و بالرغم أنه لم يتم قبول الكتاب أبدًا بين علماء الكتاب المقدس، إلا أنه حقق شعبية عالية كأكثر الكتب مبيعا، و قد سبب الكتاب الكثير من الفزع في صفوف المقترعين النساء الذين عملوا مع (ستانتون) في الجمعية الوطنية الأمريكية لاقتراع النساء. وحاولت (سوزان بي انثوني) تهدئة المقترعين الشباب، لكنهم أصدروا شجبا رسميا للكتاب، و عملوا علي إبعاد الحركة الاقتراعية عن (ستانتون) وأفكارها التي تتضمن الهجوم علي الدين التقليدي.
و بسبب انتشار رد الفعل السلبي، حتي الذي يتضمن المقترعين النساء الذين كانوا قريبين منها، انتهي نشر الكتاب رسميا و بالتالي انتهي تأثير ستانتون) علي الحركة النسوية الاقتراعة.

## الخلفية
في بدايات القرن التاسع عشر العديد من محامي حقوق النساء كانوا يجمعون ردودا على النقاشات التي تستند إلى نصوص الكتاب المقدس في التقليل من وضعهم الاجتماعي . حيث واجهت (لوكرتيا موت) من يقللون من مكانتها عبر الاستشاد بنصوص من الكتاب المقدس، أو عبر تحدي النصوص الاصلية . في عام 1849 ، كتبت موت (حوار حول المرأة) والذي ناقش آدم وحواء، وناقش العديد من النساء الذي ذكروا في الكتاب المقدس، وأوضحت أن الكتاب المقدس دعم حقوق المرأة للتحدث بصوت عال حول معتقداتها الروحية.وبعيدا عن (موت) اوضحت ( لوسي ستون) بنفسها أن النصوص التي تم تفسيرها لتدعم هيمنة الرجال يجب ان تكون خاطئة، وتعلمت (ستون) اليونانية والعبرية حتي تمتلك البصيرة الكافية لتستطيع دراسة الترجمات الاولي للكتاب المقدس والتي تؤمن أن كلماته تدعم مساواة المرأة. وفي نيويورك وبمساعدة ( موت) أعلنت (اليزابيث كاندي ستانتون) عام 1848 إعلان الرأى و الذي تضمن قرارين اثنين اعتراضا علي اغتصاب الرجال لحقوق المرأة المرتبطة بمكانتها الكنسية ومكانتها تحت حكم اإاله. في الخمسينات أصبحت (موت) خبيرة في التعامل والرد علي الرجال الذين يستخدمون نصوص الكتاب المقدس ضدها. و في الاجتماع الوطني لحقوق المرأة عام،1852 مجددا عام 1854 وقفت (موت) لتجادل كل الرجال الذين أتوا بنصوص الكتاب المقدس في ايديهم . و في عام 1854 وقف الموقر (هنري جرو ‏) ليخبر حضور الاجتماع أن الكتاب المقدس أثبت أن الرجال طبيعيا هم متفوقون علي النساء. و قد واجهته (هانا تريسي كاتلر )في كل نقاطه التي ذكرها نقطة نقطة، ثم تكلمت موت لتقول «أن هذه ليست مسيحيه بل مجرد ادعائات قساوسة هي التي أوصلت النساء الي مكانتهم الحالية. لقد اتحدت الكنيسة والدولة، ومن الجيد لأنفسنا أن نرى هذا».